# AFRIKA
『AFRIKA』（アフリカ）は、ソニー・コンピュータエンタテインメントから発売されたPLAYSTATION 3用ゲームソフト。2008年8月28日発売。

## 概要
プレイヤーは写真家・エリック（男性）またはアンナ（女性）となって、アフリカの大地を舞台にSAFARI（サファリ＝探検）し、依頼された内容に従ってサバンナにいる動物を撮影していく。依頼の報酬によって新しいツールを購入することが出来る。登場するカメラはソニーの自社製品αシリーズを挙動を含めて再現している。
ナショナルジオグラフィック提供の資料をもとに生態系を再現した。ライブラリには実写映像が収録されている。
2006年5月のElectronic Entertainment Expoで初めて映像が公開された。それ以降、2年近く情報が出されなかったために謎のタイトルとして話題となっていた。
PS3のネットワークサービスPLAYSTATION Storeでハイビジョン画質の動画が公開されている。
作曲は鋒山亘、演奏はハリウッド・スタジオ・シンフォニーによる。

## システム
SAFARIモード
いわゆるストーリーモード。基本的には「写真撮影という方法で依頼対象となっている動物を撮影、依頼主に返信して報酬を受け取り、物語を進める」というものである。時には動物以外が依頼対象になることもある。依頼に関しては通常の依頼と重要な依頼に分けられる。特に「！」のマークが付いている依頼はストーリーの進行と関わっているため、エンディングまで行き着くためには必ずクリアする必要がある。このほかBig Gameと称されるストーリーイベントもある。依頼は難易度別にカメラのマークで示される。また、依頼を受けた日の内に達成することができない依頼もいくつかあり、何日か待たなければならないこともある。フィールドの移動は主に車と徒歩で行う。作中では探索時間の大半を日中に費やすことになるが、夜行性動物が依頼の対象となることもあり、その場合はナイトサファリとなる。ナイトサファリに一度でも出たならば後は夜になればいつでも任意にナイトサファリにも出掛けることができる。
GEOアフリカモード
SAFARIモードで撮影・登録した動物たちを任意のカメラ視点から観察する。SAFARIモードの進展に従ってステージ・動物も増えて行く。プレイヤーは見たいステージ、時間帯、カメラの切り替え方式などを指定する。どの動物が出現するかはエリアや時間帯ごとに決まっていて、任意に設定することはできない。また、必ずしも選択した時間帯の欄に記載されている動物全てが出てくるとも限らない。
BIG GAME TROPHY
SAFARIモードで発生した特定の重要な依頼を何度でもプレイできる。開始前にカメラとレンズを選択するが、ゲーム中も交換することが可能。写真を一枚選択して保存する。SAFARIモードのときと同じく、撮影した写真の中からベストショットが判定されるが。プレイヤー自身で自由に選択できる。
動物について
PLAYSTATION 3のハードの性能により非常に躍動感の高い動物の動きを表現している。昼行性から夜行性にいたるまで種類も多種多彩。動物たちは基本的にエリア内を動き回っており、動物に気づかれないよう近づいて写真を撮るというのが基本だが、ライオンなどといった凶暴な動物の面々は、ある程度接近すると威嚇行動を起こし始める。動物が襲いかかってくる前に一定距離から離れなければその動物に襲われてしまい、その時点で所持していたカメラ内の写真がすべてなくなってしまう。威嚇してくる動物としてこない動物とがいるが、襲いかかってくるのは基本的に肉食動物である。また、依頼中にしかエリア内に現れにくい動物もいる。動物の基本的出現パターンはランダムで、ねらって動物を撮影するのも難しい。
依頼評価
依頼は、
1. 写真の被写体に対する角度
2. 被写体をうまく撮影できているか
3. 被写体との距離
4. 撮影の技術

の4つの要素から評価される。A〜Eまでランクがあり、これら4つの要素が高い次元でまとまっていればいるほど高い評価となる。依頼評価に応じて報酬を受け取る。
カメラの操作
作中では大半の依頼を写真撮影という手段で達成するのだが。撮影に際しては撮り方を機械側で自動調整する「オート」と。一部の項目を機械側で、他の操作を手動で設定する「○○優先」。全ての項目を手動で操作し撮影する「マニュアル」を選択出来る。他にも被写体を遠くから撮るズーム撮影と背景を広く鮮明に写し出す広角撮影が可能。カメラとレンズは物語の進行に伴い新しいものを次々と手に入れることができるようになっていく。スタートの時点で所有しているものは機能が省かれた簡易的なものだが。ストーリーが進めば「主人公が修理を依頼していたものが戻って来る」という形で機能付きのものが使用できるようになる。ショップでもこれに加えて、連写機能が強化された上級グレードのものが購入できる。レンズも様々で、ズームに優れたもの、広角撮影に特化したもの、あらゆる場面に対応できるもの、ズームできないもの、など多彩。
ツール
カメラやレンズの他にもプレイヤーの攻略を補佐する目的のツールをショップから購入できる。
写真
撮影した写真はHDDに画像として保存できる。作中登場するPCの画像保存容量の制限により200枚以上保管できないため満杯の場合画像を順次削除する必要がある。
オンラインサービス
ゲーム中で撮影した写真をPLAYSTATION Networkを通じて応募する「AFRIKAオンラインフォトコンテスト」が行われていたが、2010年に行われた第18回で終了となり、2010年8月31日でオンラインサービスは終了した。

## ストーリー
「アフリカ最後の秘境」と呼ばれるマニャンガ自然保護区。ここに調査の任務を受け訪れたフランス人ジャーナリストのエリック・デュバルとアメリカ人動物学者のアンナ・スタンレーがガイドのジェームズと共に、調査プロジェクトを進める内、驚くべき噂を耳にする。かつてこの近辺には、ゾウよりも巨大な肉食性動物が生息していたというのだ。その名は「ヌンダ」。想像もつかない話だと思っていたものの、調査を進める内に徐々に浮き彫りにされて行く話。なぜこの大地から人間がいなくなったのかという真実を解き明かすため、彼らは世紀のスクープを成し遂げんと、謎の動物「ヌンダ」の正体を探しはじめる…。

## 評価
本作は混在したレビューを受けた。ファミ通クロスレビューでは8、7、7、7の29点。レビュアーはどういうプレイスタイルかで評価が分かれるがジープでアフリカのサバンナを駆け巡りながらベストショットを探したり、ただ動物たちを眺めるのもいい、データベースとしてよくゲームを進めるとナショナルジオグラフィックの貴重映像を見られるのも嬉しいとしたが、写真撮影がメインで物足りない、動物が他の動物に押されて不自然な動きを見せることもあり見た目は本物らしいがまだ改善の余地があるとした。
メディアクリエイト調べで日本では発売初週に38423本を売り上げて2位だった。
サウンドトラックはThe Hollywood Music Awards 2008で「Best Original Video Game Score」を受賞した。